# Roberto Domínguez (empresario)
Roberto Domínguez (Buenos Aires, 19 de julio de 1948) es un contador público, empresario y consultor argentino. Es presidente del Banco de Servicios y Transacciones (BST) y uno de los fundadores del Grupo ST —un holding con inversiones en los sectores financiero, asegurador y de inversiones de Argentina— junto a su socio Pablo Peralta. Actualmente se desempeña como Revisor de Cuentas Titular de la Asociación de Bancos Argentinos (ADEBA).

## Biografía
Nació en el barrio de Recoleta, en la Ciudad de Buenos Aires, y vivió gran parte de su juventud en Mar del Plata. Realizó sus estudios primarios y secundarios en la Escuela N.º 2 y en la Escuela Nacional de Comercio de esa ciudad. Posteriormente cursó estudios universitarios en la Universidad Nacional de La Plata y finalizó su formación en Mar del Plata, donde obtuvo el título de contador público.

## Trayectoria profesional
Domínguez comenzó su carrera profesional en una caja de crédito en Mar del Plata, para luego fundar su propio estudio contable. En 1987 se trasladó a Buenos Aires, donde estableció la firma "Dr. Roberto Domínguez & Asoc", especializada en consultoría bancaria. Durante la década de 1990, se asoció con el economista Miguel Ángel Broda para crear la consultora Broda-Domínguez, que se convirtió en la primera calificadora de riesgos de origen nacional en Argentina. En 2002, junto a un grupo de socios, fundó el Banco de Servicios y Transacciones (BST), lo que dio origen al Grupo ST. Desde entonces, ha liderado su expansión mediante la adquisición de empresas en distintos rubros del sistema financiero.

### Grupo ST
Bajo su conducción, el Grupo ST ha ampliado su presencia en el mercado financiero argentino mediante la adquisición de empresas como Credilogros y RIG Asset Management. En el sector asegurador, el grupo incorporó a su portafolio compañías como Orígenes Seguros de Retiro, MetLife Argentina, BNP Paribas Cardif y el negocio de seguros de vida de Prudential Argentina, consolidando así a Life Seguros como una de las principales aseguradoras del país.
Asimismo, el grupo ha invertido en leasing, sociedades de garantía recíproca (SGR) y agentes de liquidación y compensación (ALyC).

### Otras inversiones
A través del Grupo ST, Domínguez ha impulsado inversiones en diversos sectores de la economía argentina:
- Energía: participación en la empresa Crown Point Energy Inc. y en proyectos vinculados a energías renovables.[8]

- Sector automotor: desarrollo de concesionarios y esquemas de financiamiento vehicular.

- Agroganadería: adquisición de compañías ligadas a la producción agropecuaria.

- Sector inmobiliario: inversión en proyectos residenciales y comerciales.